# 리두쉬안

## 경력

### 프로 입단 전
프로입단 전 리두쉬안은 아시안 컵 대만 대표팀으로 참가해 3위의 성적을 남겼다．일본 오카야마 현으로 유학을 갔으며 고교 통산 53홈런을 쳤다.

### 프로 입단 후

#### 2012년
2012년 6월 22일 니혼햄 파이터스 전에서 1군 데뷔 출장을 했지만, 안타없이 교체되었고, 같은 해 7월 18일 오릭스 버펄로스 전에서 8회에 상대투수 다카미야 가즈야에게서 홈런을 쳤다.

#### 2013년
2013년 3월 제 3회 WBC에서 대만 대표 선수로 출장하였다.

## 플레이 스타일
리두쉬안의 아버지는 대만 리그에 재적된 경험이 있는 투수였고, 중신 웨일스의 코치였다. 리두쉬안의 본명은 李秉諺(리빙옌) 이었으나 아버지의 권유로 시즌 전 李杜軒으로 개명하였다.
2010년 동성의 이범호가 소프트뱅크 호크스에 입단함에 따라 유니폼의 이름을 LEE에서 T.LEE 로 변경하였다.

## 연도 별 타격 성적
| 연도      | 소속       | 경기 | 타석 | 타수 | 득점 | 안타 | 2루타 | 3루타 | 홈런 | 루타 | 타점 | 도루 | 도실 | 희생타 | 희생플라이 | 볼넷 | 4구 | 사구 | 삼진 | 병살 | 타율 | 출루율 | 장타율 | OPS  |
| --------- | ---------- | ---- | ---- | ---- | ---- | ---- | ----- | ----- | ---- | ---- | ---- | ---- | ---- | ------ | ---------- | ---- | --- | ---- | ---- | ---- | ---- | ------ | ------ | ---- |
| 2012      | 소프트뱅크 | 15   | 33   | 29   | 3    | 6    | 3     | 0     | 1    | 12   | 3    | 0    | 0    | 0      | 0          | 4    | 0   | 0    | 8    | 2    | .207 | .303   | .414   | .717 |
| 2013      | 소프트뱅크 | 43   | 72   | 61   | 9    | 18   | 1     | 0     | 3    | 28   | 10   | 0    | 1    | 1      | 0          | 10   | 0   | 0    | 20   | 2    | .295 | .394   | .459   | .853 |
| 통산：2년 | 통산：2년  | 58   | 105  | 90   | 12   | 24   | 4     | 0     | 4    | 40   | 13   | 0    | 1    | 1      | 0          | 14   | 0   | 0    | 28   | 4    | .267 | .365   | .444   | .810 |